# 메리 엘리자베스 윈스테드
메리 엘리자베스 윈스테드(영어: Mary Elizabeth Winstead, 1984년 11월 28일~)는 미국의 배우이다. 드라마 《패션스》에서의 열연으로 젊은 예술가상에 후보로 지명되기도 했다.

## 유년기
윈스테드는 노스캐롤라이나주 로키마운트에서 베티 루와 로널드 제임스 윈스테드의 딸로 태어났다. 발레리나를 꿈꾸고 있던 그녀는 어린 나이로 마운틴 웨스트 발레단의 《호두까기 인형》에 출연하였고 11살에 조프리 발레 학교에 입학하여 발레를 공부함과 동시에 연기 수업을 받았다. 그 후 도니 오즈먼드가 주연한 《조셉 앤 어메이징 테크니칼라 드림코트》에 단역으로 출연 했다.

## 경력
윈스테드는 13세때 CBS 드라마 《터치드 바이 엔젤》과 《약속된 땅》으로 연기자 경력을 시작한 뒤, 드라마 《패션스》에서 두각을 나타내었으며 커트 러셀과 《스카이 하이》에서 공연하였고 그 후 《링 2》, 《파이널 데스티네이션 3》, 《그라인드 하우스》, 《블랙 크리스마스》등의 공포 영화에 출연하다 브루스 윌리스 주연의 《다이하드 4.0》에 캐스팅 되었다.
《메이크 잇 해펀》과 《파이널 데스티네이션 3》에서 주연을 맡았다.

## 출연작 목록

### 영화
| 연도 | 제목                                     | 원제                                          | 배역                       | 비고       |
| ---- | ---------------------------------------- | --------------------------------------------- | -------------------------- | ---------- |
| 1999 | 롱 로드 홈                               | The Long Road Home                            | 애니 제이컵스              | TV 영화    |
| 2004 | 몬스터 아일랜드                          | Monster Island                                | 매디슨                     | TV 영화    |
| 2005 | 링 2                                     | The Ring Two                                  | 에벌린 보든                |            |
| 2005 | 체킹 아웃                                | Checking Out                                  | 리사 애플                  |            |
| 2005 | 스카이 하이                              | Sky High                                      | 그웬 그레이슨 / 로열 페인  |            |
| 2006 | 파이널 데스티네이션                      | Final Destination 3                           | 웬디 크리스턴슨            |            |
| 2006 | 바비                                     | Bobby                                         | 수전 테일러                |            |
| 2006 | 블랙 크리스마스                          | Black Christmas                               | 헤더 피츠제럴드            |            |
| 2006 | 팩토리 걸                                | Factory Girl                                  | 잉그리드 슈퍼스타          |            |
| 2007 | 데쓰 프루프                              | Death Proof                                   | 리 몽고메리                |            |
| 2007 | 다이하드 4.0                             | Live Free or Die Hard                         | 루시 맥클레인              |            |
| 2008 | 메이크 해픈                              | Make It Happen                                | 로린 커크                  |            |
| 2010 | 스콧 필그림                              | Scott Pilgrim vs. the World                   | 라모나 플라워스            |            |
| 2011 | 더 씽                                    | The Thing                                     | 케이트 로이드              |            |
| 2012 | 스매쉬드                                 | Smashed                                       | 케이트 해나                |            |
| 2012 | 링컨: 뱀파이어 헌터                      | Abraham Lincoln: Vampire Hunter               | 메리 토드 링컨             |            |
| 2013 | 레드 테일스                              | A Glimpse Inside the Mind of Charles Swan III | 케이트                     |            |
| 2013 | 스펙타큘라 나우                          | The Spectacular Now                           | 홀리 킬리                  |            |
| 2013 | A.C.O.D.                                 | A.C.O.D.                                      | 로런 스팅어                |            |
| 2013 | 다이하드: 굿 데이 투 다이                | A Good Day to Die Hard                        | 루시 맥클레인              |            |
| 2014 | 폴츠                                     | Faults                                        | 클레어                     |            |
| 2014 | 셀마                                     | Alex of Venice                                | 알렉스 베더                |            |
| 2014 | 킬 더 메신저                             | Kill the Messenger                            | 애나 사이먼스              |            |
| 2014 | 잭 리처                                  | Showing Up                                    | 본인                       | 다큐멘터리 |
| 2016 | 스위스 아미 맨                           | Swiss Army Man                                | 세라 존슨                  |            |
| 2016 | 퀸 오브 카트웨                           | The Hollars                                   | 그웬                       |            |
| 2016 | 클로버필드 10번지                        | 10 Cloverfield Lane                           | 미셸                       |            |
| 2018 | 올 어바웃 니나                           | All About Nina                                | 니나 겔드                  |            |
| 2019 | 제미니 맨                                | Gemini Man                                    | 대니엘 재커루스키          |            |
| 2019 | 스트레인저                               | The Parts You Lose                            | 게일                       |            |
| 2020 | 버즈 오브 프레이 (할리 퀸의 황홀한 해방) | Birds of Prey                                 | 헬레나 버티넬리 / 헌트리스 |            |
| 2021 | 케이트                                   | Kate                                          | 케이트                     |            |

### 텔레비전
| 연도      | 제목                     | 원제                    | 배역            | 비고                          |
| --------- | ------------------------ | ----------------------- | --------------- | ----------------------------- |
| 1997      | 천사의 손길              | Touched by an Angel     | 크리스티        | "A Delicate Balance" 에피소드 |
| 1998      | 약속된 땅                | Promised Land           | 클로이          | 2회분 출연                    |
| 1999-2000 | 패션스                   | Passions                | 제시카 베넷     | 89회분 출연                   |
| 2001-02   | 울프 레이크              | Wolf Lake               | 소피아 도너     | 주연                          |
| 2004      | 트루 콜링                | Tru Calling             | 브리짓 엘킨스   | "Closure" 에피소드            |
| 2012      | 내면의 아름다움          | The Beauty Inside       | 리아            | 웹 드라마                     |
| 2015      | 더 리턴드                | The Returned            | 로언 블랙쇼     | 주연                          |
| 2016      | 브레인데드               | BrainDead               | 로럴 힐리       | 주연                          |
| 2016-17   | 머시 스트리트            | Mercy Street            | 메리 피니       | 주연                          |
| 2017      | 파고                     | Fargo                   | 니키 스왕고     | 시즌3 주연                    |
| 2023      | 아소카                   | Ahsoka                  | 헤라 신둘라     | 주연                          |
| 2023      | 스콧 필그림, 날아오르다! | Scott Pilgrim Takes Off | 라모나 플라워스 | 목소리                        |